# 会津盆地

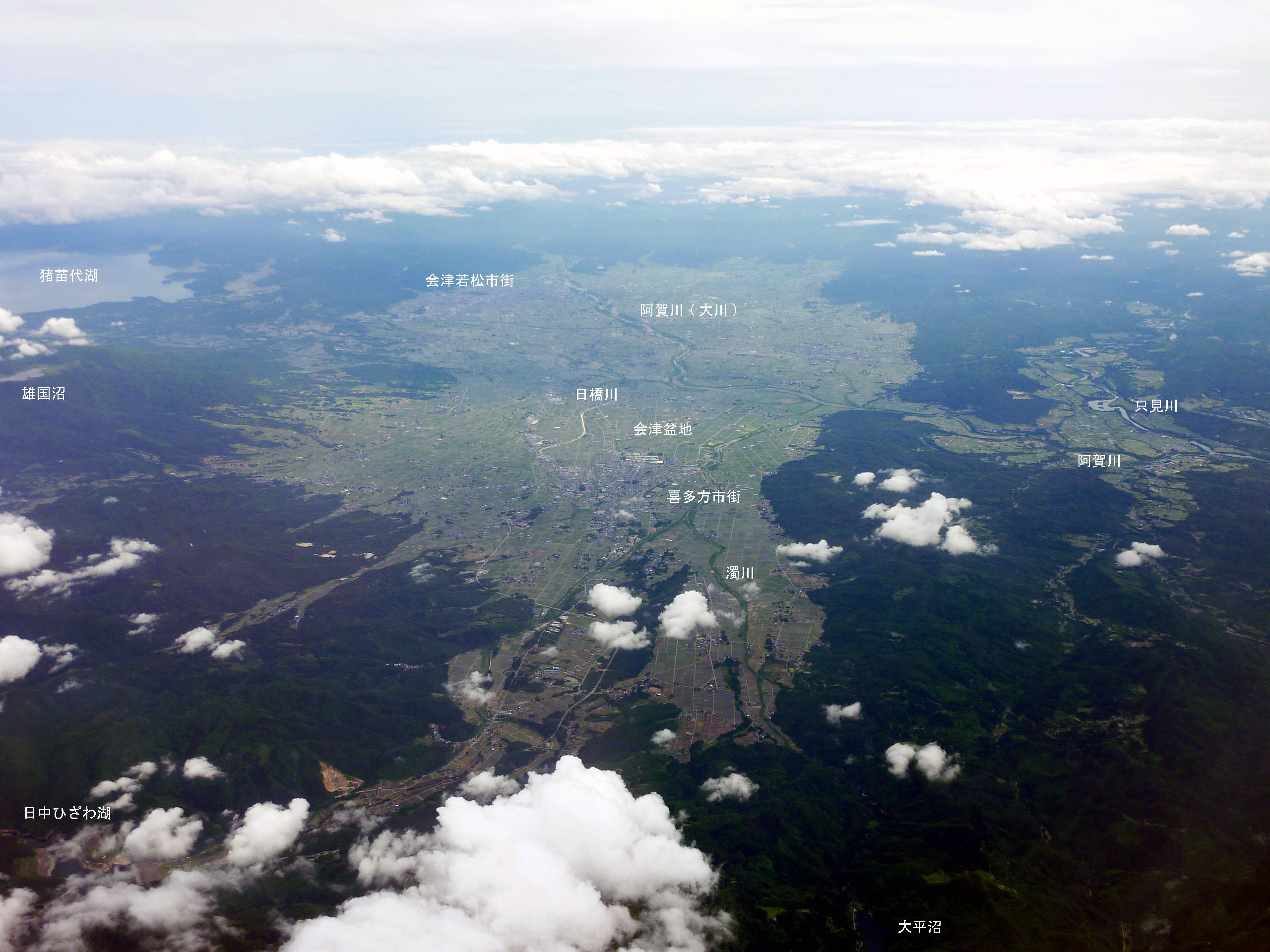
北側より見る会津盆地（飯豊山上空から南を望む）

会津盆地（あいづぼんち）は、福島県の西半分を占める会津地方のやや北東寄りにある盆地。盆地の中核をなす会津若松市は盆地の南東に位置し、喜多方市は北西に位置する。近年、盆地の東端と西端にそれぞれ会津盆地東縁断層帯と会津盆地西縁断層帯の存在が確認されている。

## 概要

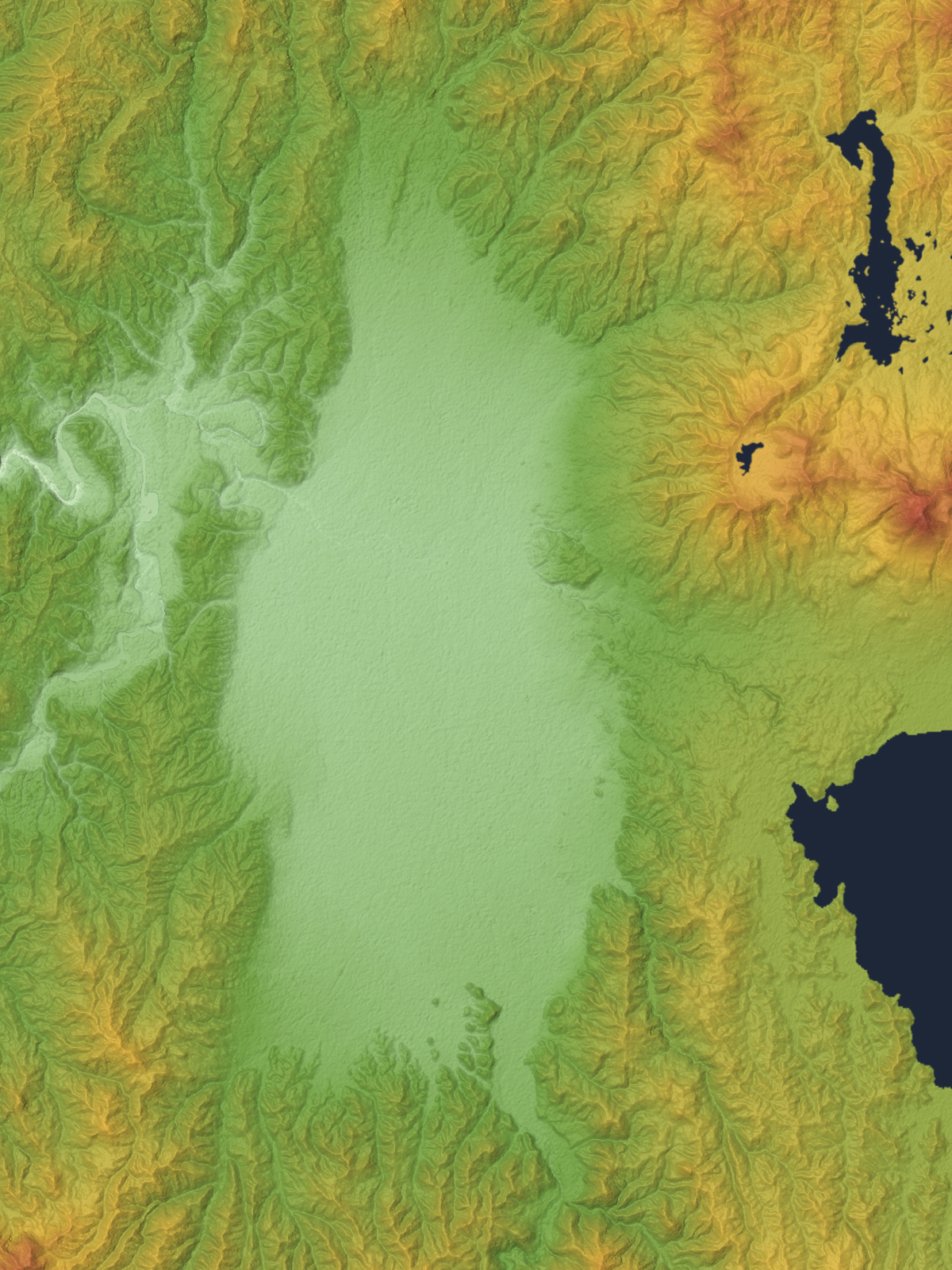
会津盆地の地形図

構造盆地であり南北に約34キロメートル、東西に約13キロメートルと縦長な楕円形である。東は磐梯山・猪苗代湖を含む奥羽山脈、南は会津高原と呼ばれる山間地、西は越後山脈、北は飯豊山地に囲まれている。
俗に（会津平（あいづだいら）と呼ばれる盆地床は標高175 - 220メートル程度の平坦地となっており、ほぼ中央を南南東から北北西に向け一級河川阿賀川（大川）が流れていて、喜多方市塩川町付近で猪苗代湖を水源とする日橋川と東山温泉上流を水源とする湯川と合流して西北西と流れを変え、越後山脈に穿入蛇行すると、その後喜多方市山都町で只見川を交えてさらに西行し、新潟県境より阿賀野川と名前を変えやがて日本海へと注いでいる。

## 成り立ち
東北地方の他の盆地同様に縦長であるが、およそ800 - 1,000万年前ころ、この地は日本海から阿賀野川沿いに延びる大きな入り江状だったと考えられ、その後のさらなる海面の後退と、会津盆地西縁断層帯以西の隆起により野沢盆地と分離した（現に喜多方市高郷町付近ではカイギュウやクジラの仲間・大量の二枚貝の化石が出土する他、「会津だいら」で湧出する温泉はほとんどが食塩泉・強食塩泉である）。さらに陸地化してから猪苗代湖－日橋川－阿賀川を結ぶ線以北（耶麻地方）は、大塩川、田付川、濁川が南に押し寄せる複合扇状地となり、一方日橋川以南は湯川、大川、氷玉（ひだま）川、宮川が北に押し寄せる複合扇状地を形づくって現在のような広大な盆地床となった。

## 気候
気候は基本的に日本海側気候で、かつ海から遠く離れた内陸性気候のために寒暖の差が大きく、夏の暑さも冬の寒さも厳しいものとなる。冬型の気圧配置が強まると新潟県と同様に会津でも降雪となるが、盆地内で積雪が1メートルを超えることはほとんどない。会津若松市を例にとれば、8月の平均気温は24.8℃で月間降水量は131ミリメートル、1月の平均気温は-0.7℃で最深積雪は58センチメートルである。夏は日本海側や山形盆地と同様に東風によるフェーン現象で高温になることも多く、奥羽山脈の東側で問題となるやませによる冷害の影響も受けにくい。

## 文化
会津盆地には、関東地方に近い割りに高山に囲まれている特長があるため、周辺には「喜多方市・塩坪遺跡」のように旧石器時代の頃からすでに定住が進んでいたようであり、盆地周囲の扇状地などには、縄文土器も多数出土する。しかし、「あいづだいら」は阿賀川（大川）が絶えずその流れを変えるなど常に洪水の危険にさらされており、なかなか定住もままならなかった。現在は暴れ川の治水も完了して、河川跡は「新田」として開かれ「あいづだいら」は一面に稲穂がゆれる穀倉地帯に変貌している。また山間部には平家の落人伝説が残る地区もある。江戸時代には会津地震、幕末から明治時代にかけての戊辰戦争（会津戦争）等、多大な犠牲を出す出来事もあり人口は一進一退状態が長かったようであるが、昭和に入ってからは、黒鉱ブームや電源開発ブームで、特に只見川沿いで田子倉ダムなどの開発がすすめられた当時、人口の急激な増加もあり只見町では一時人口が3万人を超え只見市昇格への機運も盛り上がった。しかし今はそのブームも去り、反動により急激な過疎化と高齢化が進んでいる市町村が多い。昭和村の昭和温泉は黒鉱探査ボーリングの際の試掘で偶然湧き出た温泉である。
言語に関しては、会津地方全般に東北方言のひとつである会津弁が話されている。面積が広大なので南部では関東地方の影響が、西部では新潟県の影響が強く、「あいづだいら」で使用されている単語が通じないことがある。
食文化では、日本海にも太平洋にも遠い場所柄、野菜類は漬物として保管されることが多かった。食材も山菜以外は、保存性のよい乾物類が北前船などを経由して阿賀野川沿いから運ばれたようである。北前船で運ばれた乾物の身欠きニシン、ぼうだら等はにしんの山椒漬け、ぼうたら煮、こづゆなどとして料理され、現在も受け継がれている伝統の食文化である。現在は道路網の充実により生鮮食料品も容易に入手できるようになっている。

## 交通

### 道路
東西に貫くように磐越自動車道が走り、ほぼ平行して国道49号が走っている。その他の国道や主要道も会津若松市から放射状に延びている。かつては急峻な峠に遮られ冬期の通行に困難を極めていたが、トンネル等道路の改良により改善されている。

### 鉄道
磐越西線は、会津若松駅でスイッチバック状になっているが、東へ向かう時は広田駅付近で盆地東端に別れを告げて郡山方面へ、西へ向かう時は喜多方駅－山都駅間で盆地西端に別れを告げ新津方面にそれぞれ向かう。会津若松駅から南へ向かうと、只見線が盆地を半周するようにして会津坂下駅〜塔寺駅間で盆地西端に別れを告げ、南西へ向きを変えて上越線小出駅へと延びる。 会津鉄道は只見線西若松駅を起点に分岐するとさらに南に延びて会津鉄道芦ノ牧温泉駅付近で盆地南端に別れを告げ、会津田島を経て野岩鉄道・東武鉄道に続いているが、会津鉄道の始発駅は会津若松駅であり、JR東日本と直通運転している。

## 産業
- 第一次産業は、良質の水やメリハリのある気候を生かした「コシヒカリ」「ひとめぼれ」などの稲作が中心であり、「あいづだいら」には圃場整備された水田が一面に広がっている。会津産コシヒカリは、盆地の北に飯豊山地、東に奥羽山脈・背炙山（せあぶりやま）などが盾となっているため、「やませ」などの影響を極めて受けにくく反収は10俵を超えるという。周囲の扇状地等では野菜や果樹、特にリンゴ、モモ、ナシ、メロン、ブルーベリー、ブドウも栽培されており、ブドウは一部ワイン用に加工されている。
- 第二次産業は、猪苗代湖から会津盆地まで日橋川の約300メートルの落差を利用した水力発電が古くから行われており、磐越西線の磐梯町駅から喜多方駅にかけての沿線には早くから金属工業・セメント・アルミ製品の企業が誘致されていた。近年では会津若松市郊外などに精密機械や半導体産業も誘致されている。阿賀野川も参照。
- 第三次産業は、会津若松市や周辺には、幕末の名所・史跡が数多く残っており、盆地は国立公園・県立自然公園などに囲まれているため、観光産業も盛んである。また温泉も数多い。

### 名産品・特産品
- コシヒカリ、朝鮮人参（高麗ニンジン）、ソバ、日本酒、高田梅、不知身柿（みしらず-）、喜多方ラーメン、新鶴ワイン
- 会津漆器、会津本郷焼、会津桐製品、民芸品（赤べこ、会津絵ろうそく、起き上がり小法師）

### 観光地
- 温泉
  - 東山温泉、神指温泉（こうざしおんせん）、会津本郷温泉、高田温泉、新鶴温泉、津尻温泉、喜多方温泉、熱塩温泉、日中温泉
- 史跡・名所
  - 若松城、旧滝沢本陣、飯盛山、白虎隊記念館、さざえ堂、小田山、天寧寺（近藤勇の墓）、院内御廟、勝常寺、会津本郷焼、伊佐須美神社、法用寺、龍興寺、弘安寺（中田観音 ）、春日八郎記念館、 恵隆寺（えりゅうじ・立木観音）、長床（新宮熊野神社）、願成寺（会津大仏）

## 市町村
- 会津若松市
- 喜多方市
- 耶麻郡
  - 北塩原村
  - 磐梯町
- 河沼郡
  - 会津坂下町
  - 湯川村
- 大沼郡
  - 会津美里町

## 会津盆地と東日本大震災
2011年3月11日14時46分に発生した東北地方太平洋沖地震（東日本大震災）では、震源域が南北500キロメートルに及んだため、会津地方も会津盆地や猪苗代盆地を中心として震度5弱から震度6弱程度の揺れが3分以上続いた。揺れによる土蔵の倒壊や、建物の壁の崩落や亀裂、地盤災害による学校プールの損壊、水田、道路、校庭などの噴砂現象による亀裂や陥没が相次いだ。幸いにも揺れによる直接の死者は確認されなかったが、福島第一原子力発電所事故による放射能汚染の影響で、石油タンクローリーが福島県外で足止めされるなどしたため、1ヶ月間ほど極端な燃料不足に見舞われたが、磐越西線を経由する石油列車の迂回輸送などにより窮地を脱した。しかし、自主的な県外避難などによる人口流出も起きているうえ、観光客数も充分に回復していない。